# Dla Elizy

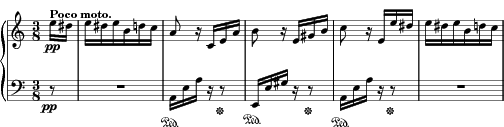
Początek „Dla Elizy”

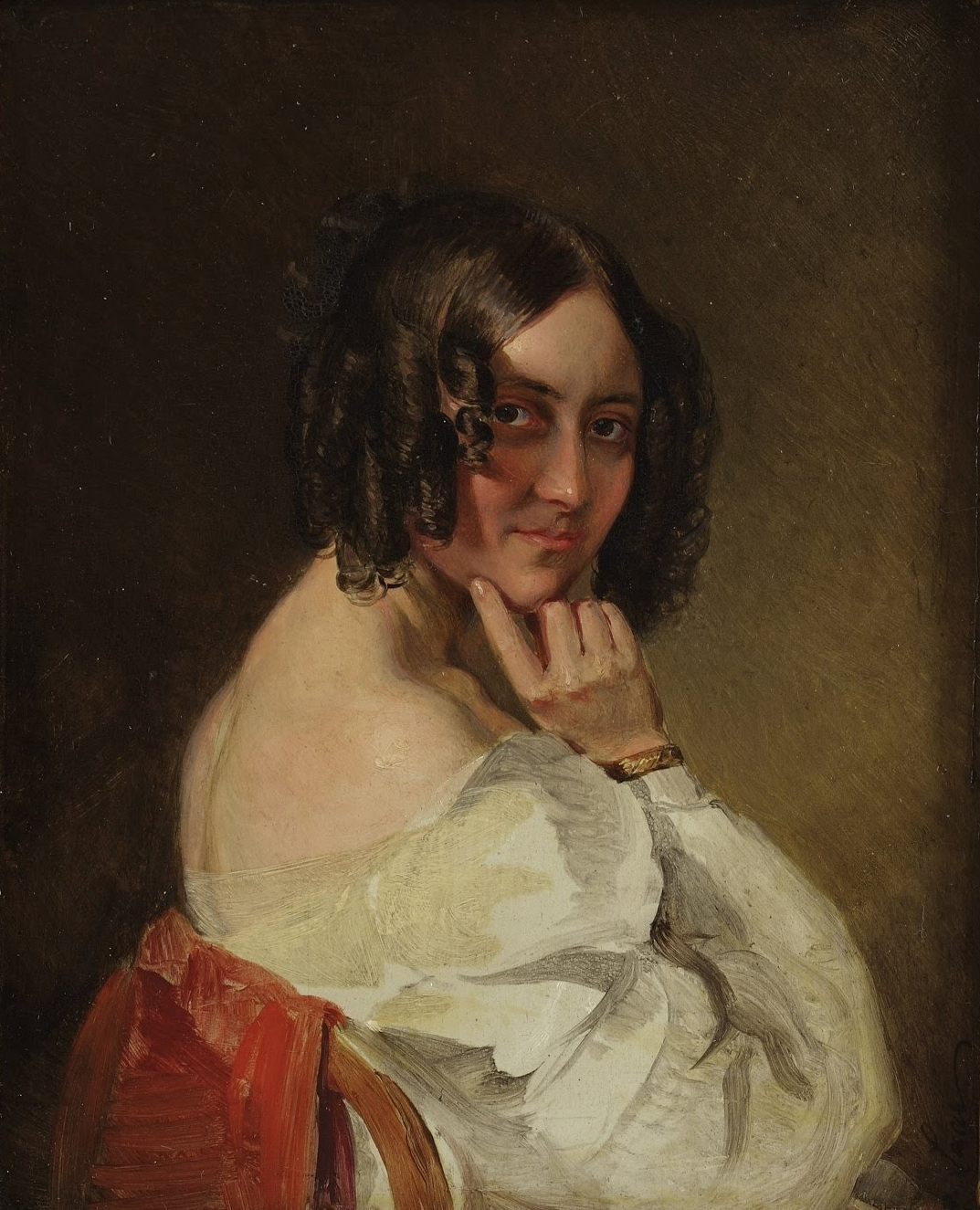
Therese Malfatti (1792–1851)

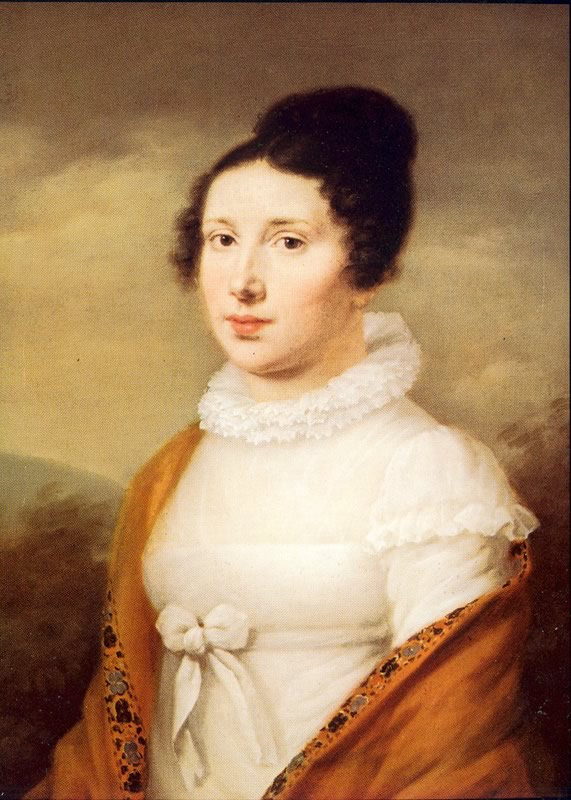
Elisabeth Röckel (1793–1883), 1814 – Düsseldorf, Goethe-Museum, Anton-und-Katharina-Kippenberg-Stiftung

Dla Elizy (niem. Für Elise) – popularny tytuł Bagateli a-moll WoO 59, jednej z najbardziej znanych w literaturze muzycznej miniatur fortepianowych, którą skomponował Ludwig van Beethoven. Utwór powstał ok. 1810.

## Pochodzenie tytułu
Biografowie Ludwiga van Beethovena nie są zgodni co do tego, kim była tytułowa Eliza.
Według teorii Maxa Ungera, oryginalny tytuł brzmiał Für Therese, jako że adresatką utworu miała być znajoma kompozytora i córka jednego z lekarzy wiedeńskich, Therese Malfatti. W 1810 kompozytor oświadczył się jej, ona zaś oświadczyny odrzuciła, a w 1816 została żoną szlachcica i urzędnika Wilhelma von Droßdika.
Inna wersja mówi, że Eliza była ową „Nieśmiertelną Ukochaną”, do której Beethoven napisał niewysłany list do Nieśmiertelnej Ukochanej, a której tożsamości biografom nigdy nie udało się ustalić.
Kiedy kompozycję opublikowano w 1865, jej odkrywca Ludwig Nohl nadał jej tytuł Dla Elizy, pod którym znana jest do dziś.
Według ustaleń berlińskiego muzykologa Klausa Kopitza tytułową Elizą była sopranistka Elisabeth Röckel.

## Struktura utworu
Utwór o budowie ABACA utrzymany jest w metrum ⅜. Popularny motyw melodyczny, grany przez prawą rękę na tle rozłożonych akordów lewej ręki, oparty jest początkowo jedynie na dwóch funkcjach harmonicznych: a i E (będącymi w utworze funkcją toniki i dominanty). „Odpowiedź” ma wychylenie do trybu durowego: C, G, aby znów przejść w, a i E. Część B jest żywsza, w tonacji F-dur, z drobnymi pochodami sekundowymi. Część C jest z kolei mroczniejsza, niespokojna; charakteryzują ją crescenda, ostinatowy motyw w lewej ręce i ekstensywne użycie pedału forte.